# Ши, Николетт
Николетт Ши (англ. Nicolette Shea, род. 18 ноября 1986[…], Сакраменто, Калифорния, США) — американская порноактриса, эротическая фотомодель и танцовщица эротических танцев. Лауреат премии NightMoves.

## Биография
Родилась 18 ноября 1986 года в Лас-Вегасе. Первоначально работала эротической фотомоделью и несколько раз позировала для Playboy и других подобных журналов. Также танцевала стриптиз, путешествуя и выступая в клубах по всей территории США.
Снялась в сериале Playboy Plus: Pretty in Pink Vol. 2 для канала Playboy TV. В 2017 году дебютировала в американской порноиндустрии, снявшись в фильме Flixxx: Angela and Nicolette Get Wet студии Digital Playground. В том же году снялась с Кейраном Ли в фильме Do not Bring Your Sister Around Me студии Brazzers.
В 2018 году была номинирована на XBIZ Europe Awards, а также получила премию NightMoves Award в категории «социальная медиазвезда (выбор поклонников)».
В 2019 году номинировалась на AVN Awards и XBIZ Award в категории «лучшая новая старлетка».
На июль 2019 года снялась более чем в 100 фильмах.

## Награды и номинации
| Год  | Церемония          | Результат | Номинация                                  | Работа                   |
| ---- | ------------------ | --------- | ------------------------------------------ | ------------------------ |
| 2018 | XBIZ Europa Awards | Номинация | Лучшая секс-сцена у главного героя фильма  | Fly Girls: Final Payload |
| 2018 | NightMoves Award   | Победа    | Социальная медиазвезда (выбор поклонников) | н/д                      |
| 2019 | AVN Awards         | Номинация | Лучшая новая старлетка                     | н/д                      |
| 2019 | XBIZ Award         | Номинация | Лучшая новая старлетка                     | н/д                      |
| 2019 | Spank Bank Awards  | Номинация | Boobalicious Babe of the Year              | н/д                      |
| 2019 | Spank Bank Awards  | Номинация | Prettiest 'Whore Mouth'                    | н/д                      |
| 2019 | Spank Bank Awards  | Номинация | Super Squirter of the Year                 | н/д                      |
| 2019 | Spank Bank Awards  | Номинация | Tastiest Tall Drink of Water               | н/д                      |

## Избранная фильмография
- Fly Girls: Final Payload